# ليكسيا تشانغ
ليكسيا تشانغ (بالإنجليزية: Lixia Zhang) (بالصينية: 张丽霞) ، حاصلة على درجة أستاذية جوناثون ب. بوستيل في علوم الحاسوب في جامعة كاليفورنيا، لوس أنجلوس. متخصصة في شبكة الحاسوب؛ ساهمت في تأسيس جمعية مجموعة مهندسي شبكة الحاسوب IETF، وصمّمت بروتوكول حجز الموارد، كما أوجدت مصطلح «نوافذ وسط middlebox»، وكانت من الروّاد في تطوير تشبيك البيانات المسماة.

## السيرة الذاتية
ترعرعت تشانغ في شمال الصين، حيث عملت سائقة جرّار في مزرعة عندما تسببت الثورة الثقافية بإغلاق المدارس. حصلت على شهادة الماجستير في الهندسة الكهربائية عام 1981 من جامعة كاليفورنيا، لوس أنجلوس، وعلى درجة الدكتوراه من معهد ماساتشوستس للتكنولوجيا عام 1989، تحت إشراف عالم الحاسوب ديفيد كلارك. وبعد أن عملت في شركة بارك التي كانت تعرف سابقًا باسم Xerox PARC، انتقلت إلى جامعة UCLA عام 1996.
شانغ متزوجة من ’’جيم ما‘‘ ولديهما طفلين. ويقيمون في شيرمان أوكس، كاليفورنيا.

## الإسهامات
كانت تشانغ إحدى المشاركين الواحد والعشرين في الاجتماع الأول لمجموعة مهندسي شبكة الحاسوب IETF في عام 1986، حيث كانت المرأة الوحيدة والطالبة الوحيدة في الاجتماع. كان عملها المبدئي في IETF متعلق بتوجيه البيانات، على الرغم من أن أطروحة بحثها كانت عن جودة الخدمة. وكانت عضوة في مجلس معمارية الإنترنت IAB، بين عامي 1994 و1996 وثانيةً بين عامي 2005 و2009.
أصبح البروتوكول، الذي صمّمته لاستبدال الإعدادات في إعداد شبكة تجريبية، الأساس لبروتوكول حجز الموارد. تم اختيار ورقة تشانغ حول البروتوكول ’’RSVP: بروتوكول حجز موارد جديد‘‘ (مع ستيف ديرينغ وديبورا إيسترين وسكوت شينكر ودانييل زابالا، شبكة آي تربل إي 1993) في عام 2002 كواحدة من عشرة مقالات تاريخية أُعيْدَ طبعها مع تعقيب عنها في العدد 50 من مجلة آي تربل إي للاتصالات.
في عام 1999 صاغت تشانغ مصطلح «نوافذ وسط middlebox» للإشارة إلى جهاز الشبكة الحاسوبي الذي يؤدي وظائف أخرى غير موجه بروتوكول الإنترنت الدائم. ومن الأمثلة الأخرى عن نوافذ الوسط جدار الحماية وترجمة عنوان الشبكة. واعتُمِدَ مصطلحها على نطاق واسع في صناعة التكنولوجيا.
منذ بداية عام 2010 أصبحت رئيسة مشروع بحث متعدد الكليات فيما يتعلق بتشبيك البيانات المسماة.

## الجوائز والأوسمة
في عام 2006، حصلت تشانغ على درجة الزمالة لكل من رابطة مكائن الحوسبة ومعهد مهندسي الكهرباء والإلكترونيات. وفي عام 2009 فازت بجائزة آي تربل أيه للإنترنت. تم تسميتها بمنصب أستاذية بوستيل عام 2012. وفي عام 2014 ظهرت صورتها على أربعة من أوراق الديناري في مجموعة من أوراق اللعب تضم 54 امرأة بارزة في مجال التكنولوجيا.
ظهرت تشانغ في قائمة مشاهير النساء في مجال الحوسبة.